# 2-й Київський провулок (Житомир)
2-й Київський провулок — провулок в Корольовському районі міста Житомира.

## Характеристики
Провулок розташований в привокзальній частині міста. Провулок бере початок південніше території будинку № 120 по вулиці Київській. Г-подібний на плані: прямує на південь, затим повертає на схід. Завершується виходом до вулиці Івана Сльоти.
Провулок виник та забудувався у 1950-х — 1960-х роках як індивідуальними житловими будинками садибного типу, так і двоповерховими багатоквартирними будинками.